# Maestro de San Ildefonso

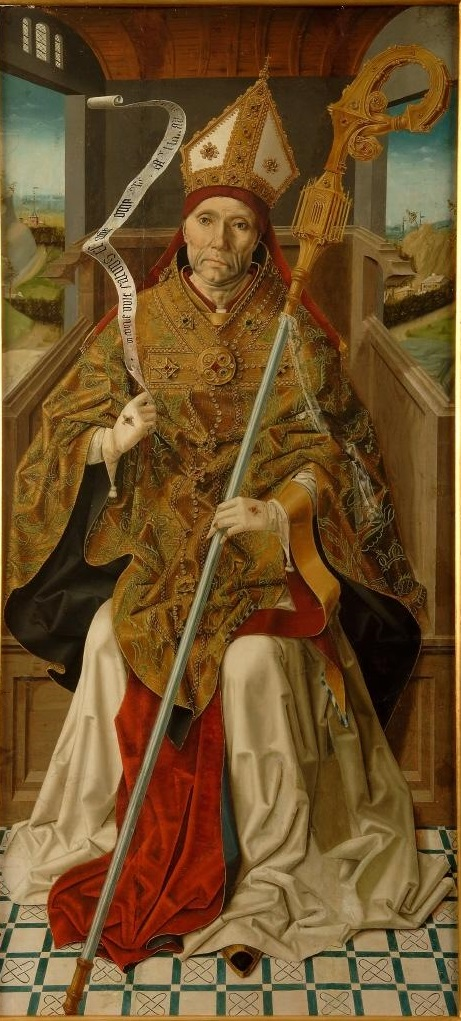
San Atanasio, óleo sobre tabla, 155,50 x 72,50 cm, Valladolid, Museo Nacional de Escultura.

Maestro de San Ildefonso  es la denominación convencional acuñada por Chandler R. Post para referirse al anónimo pintor hispanoflamenco activo en Valladolid en el último cuarto del siglo XV autor de una tabla de la Imposición de la casulla a san Ildefonso adquirida por el Museo del Louvre en 1904.
La tabla del Louvre con otras cuatro de menor tamaño conservadas en el Museo Nacional de Escultura, procedentes todas ellas de un mismo aunque desconocido retablo, en las que se representa a San Atanasio, San Luis obispo de Tolosa, Santiago el Mayor y San Andrés y San Pedro y san Pablo, forman «uno de los más bellos conjuntos de nuestro arte hispano-flamenco, por su sentido plástico, riqueza de colorido, solemnidad e idealismo».
José Gudiol Ricart propuso su identificación con Sancho de Zamora, autor de algunas de las tablas del retablo de don Álvaro de Luna en la capilla de Santiago de la catedral de Toledo, con quien guarda ciertas semejanzas estilísticas en la creación de figuras monumentales y en el plegado de los paños en lo que también se acerca al maestro de Ávila, aunque tal identificación ha sido discutida, entre otros, por Pilar Silva Maroto.